# Religión maorí

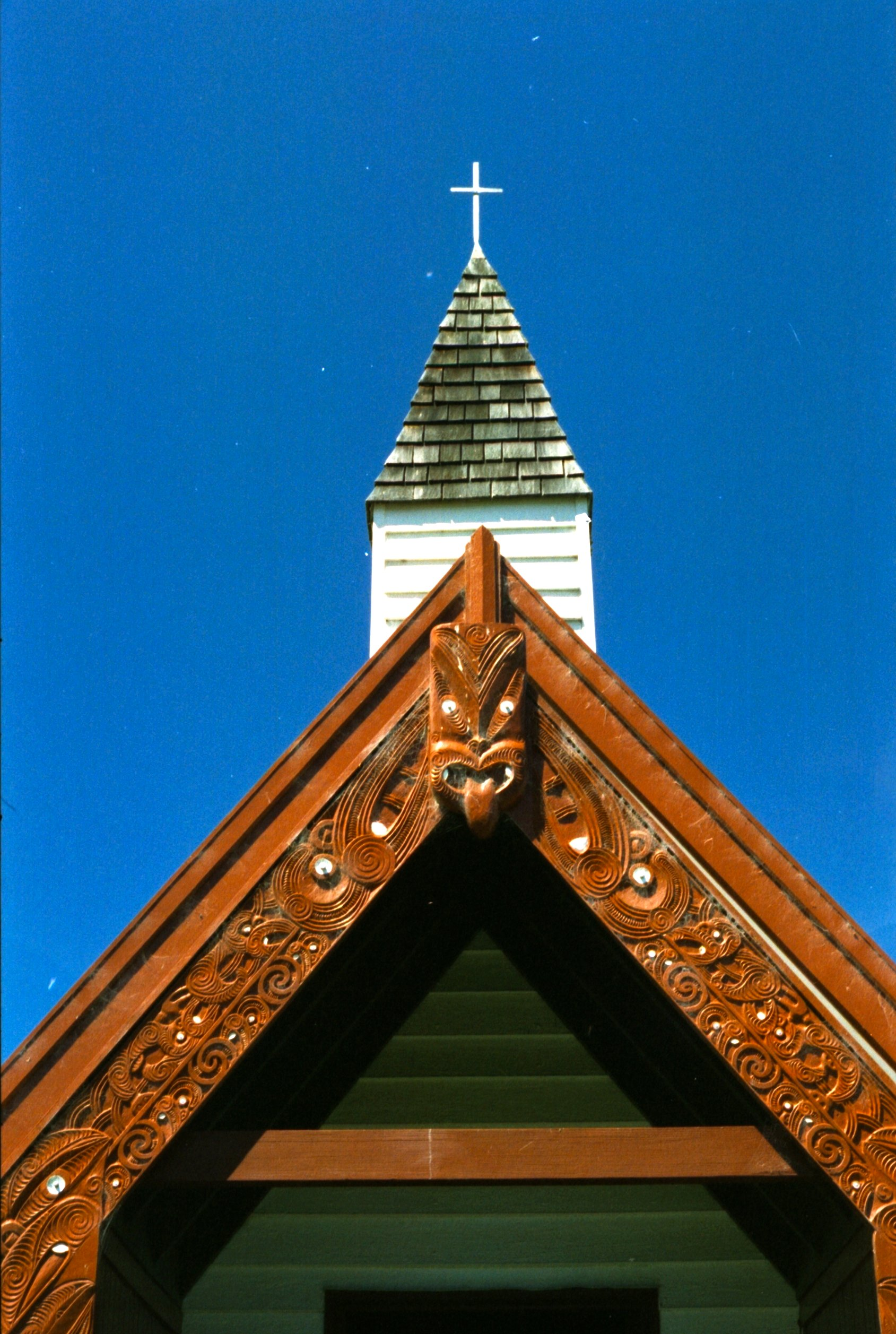
Iglesia cristiana maorí en Akaroa. El cristianismo fue adoptado por los maoríes en Nueva Zelanda durante el.

La religión maorí abarca las diversas creencias y prácticas religiosas de los maoríes, los indígenas polinesios de Nueva Zelanda.

## Religión tradicional maorí
La religión maorí tradicional, es decir, el sistema de creencias preeuropeo de los maoríes, se modificó poco con respecto a la de su patria tropical polinesia oriental (Hawaiki Nui), que concibe todo, incluidos los elementos naturales y todos los seres vivos conectados por descendencia común Whakapapa o genealogía. En consecuencia, se pensaba que todas las cosas poseían una fuerza vital o maorí. Ilustrar este concepto de conexión a través de la  genealogía son las principales personificaciones de los tiempos previos al contacto: Tangaloa fue la personificación del océano y el ancestro u origen de todos los peces; Tāne fue la personificación del bosque y el origen de todas las aves; y Rongo fue la personificación de las actividades pacíficas y la agricultura y el antepasado de las plantas cultivadas. Según algunos, la personificación suprema de los maoríes era Io Matua Kore; sin embargo, esta idea es controvertida.

### Kapu y mana
Se siguen ciertas prácticas que se relacionan con conceptos tradicionales como el tapu o kapu. Ciertas personas y objetos contienen mana —poder espiritual o esencia—. En épocas anteriores, los miembros tribales de un rango superior no tocarían objetos que pertenecían a miembros de un rango inferior. Esto se consideraba «contaminación» y las personas de un rango inferior no podían tocar las pertenencias de una persona noble sin ponerse en riesgo de muerte. 
El kapu puede interpretarse como «sagrado», como «restricción espiritual»  o «prohibición implícita»; implica reglas y prohibiciones. Hay dos tipos de tapu, el privado (relacionado con los individuos) y el público (relacionado con las comunidades). Una persona, un objeto o un lugar, que es tapu, no puede ser tocado por el contacto humano, en algunos casos, ni siquiera se pueden acercar. Una persona, un objeto o un lugar podrían hacerse sagrados mediante tapu durante un tiempo determinado.
En la sociedad de precontacto, kapu fue una de las fuerzas más fuertes en la vida maorí. Una violación de kapu podría tener graves consecuencias, incluida la muerte del delincuente por enfermedad o en manos de alguien afectado por el delito. En tiempos anteriores, la comida cocinada para una persona de alto rango era kapu, y no podía ser consumida por un inferior. La casa de un jefe era tapu, e incluso el jefe no podía comer comida en el interior de su casa. No únicamente se creía que las casas de personas de alto rango eran kapu, sino también sus posesiones, incluida su ropa. Los cementerios y los lugares de muerte siempre fueron tapu, y estas áreas a menudo estaban rodeadas por una valla protectora.
Todavía se observa tapu en asuntos relacionados con la enfermedad, la muerte y el entierro:
- Tangihanga o ritos funerarios pueden durar dos o tres días. El fallecido se encuentra  expuesto en un marae, generalmente dentro de un ataúd abierto flanqueado por parientes femeninos vestidos de negro, con sus cabezas a veces envueltas en hojas de  kawakawa, que toman pocos y breves descansos. Durante el día, los visitantes llegan, a veces desde grandes distancias, a pesar de una relación lejana, para dirigirse a los fallecidos. Pueden hablar francamente de sus faltas y de sus virtudes, incluso cantar y bromear también son apropiados. Se fomenta la libre expresión de la pena por parte de hombres y mujeres.  Las creencias tradicionales pueden ser invocadas, y se les dice a los difuntos que regresen a la patria ancestral, Hawaiki, a través de te rerenga wairua, el viaje de los espíritus. Los parientes cercanos o kiri mate —«piel muerta»— no pueden hablar. En la última noche, el pō whakamutunga —la noche del final—, los dolientes celebran una vigilia y, al amanecer, se cierra el ataúd, antes de acudir a una iglesia o a un servicio funerario marae o la ceremonia de sepultura del sepelio, invariablemente cristiana. Es tradicional que los dolientes se laven las manos con agua y se rocíen un poco sobre la cabeza antes de salir de un cementerio. Después de que se completan los ritos funerarios, tradicionalmente se sirve una fiesta. Se espera que los dolientes proporcionen koha o regalos para la comida. Después del entierro, la casa del difunto y el lugar donde murieron se limpian ritualmente con karakia —oraciones o conjuros—. El misionero Richard Taylor ofreció una visión del siglo XIX del rol y alcance tradicional de la karakia:

La palabra karakia, que usamos para orar, antes significaba hechizo o conjuro […] Maorí tiene hechizos adecuados para todas las circunstancias: conquistar enemigos, atrapar peces, atrapar ratas y trampas para hacer sus kumara crezcan, e incluso para atar la voluntad obstinada de la mujer; para encontrar algo perdido; para descubrir un perro callejero; un enemigo oculto; de hecho, para todos sus deseos. Estas karakias son extremadamente numerosas [...]

 Esa noche, el pō whakangahau —noche de entretenimiento— es una noche de relajación y descanso. La viuda o el viudo no se queda solo incluso varias noches después.
- Durante el año siguiente, los parientes de una persona prominente fallecida visitarán otras marae, «trayendo la muerte» (kawe mate) a ellos. Llevan fotos de la persona a la marae.[4]
- Las revelaciones de lápidas (hura kōwhatu) generalmente se llevan a cabo aproximadamente un año después de una muerte, a menudo en un día festivo público para alojar a los visitantes que no pudieron llegar a la tangihanga o ritos funerarios anteriores. Los muertos son recordados y se expresa más pena.

## Cristianismo
A principios del siglo XIX, muchos maoríes abrazaron el cristianismo y sus conceptos. Un gran número de conversos se unieron a la Iglesia de Inglaterra y la Iglesia católica, las cuales todavía son muy influyentes en la sociedad maorí. El aspecto maorí de la Iglesia de Inglaterra en Nueva Zelanda ha sido reconocido durante mucho tiempo por la ordenación de los sacerdotes maoríes como obispo de Aotearoa; un conocido y, a veces, controvertido titular de ese título fue el fallecido reverendo Whakahuihui Vercoe, quien es recordado por un discurso franco que pronunció en presencia de la reina Isabel II durante la ceremnia de un Día de Waitangi. La Iglesia católica también ordena a maoríes a altos cargos. Otras iglesias también tuvieron éxito a nivel local en el siglo XIX, incluida, entre otras, la Iglesia Presbiteriana. La Iglesia de Jesucristo de los Santos de los Últimos Días también tuvo mucho éxito en lograr que los maoríes se convirtieran a partir de la década de 1880, y para 1901 había casi 4000 miembros maoríes en 79 sucursales Hoy en día, la oración cristiana karakia, es la forma esperada de comenzar y terminar las reuniones públicas maoríes de muchos tipos. Las oraciones también se hacen al comienzo de muchos proyectos nuevos, viajes personales y trabajos.

## Religiones sincréticas

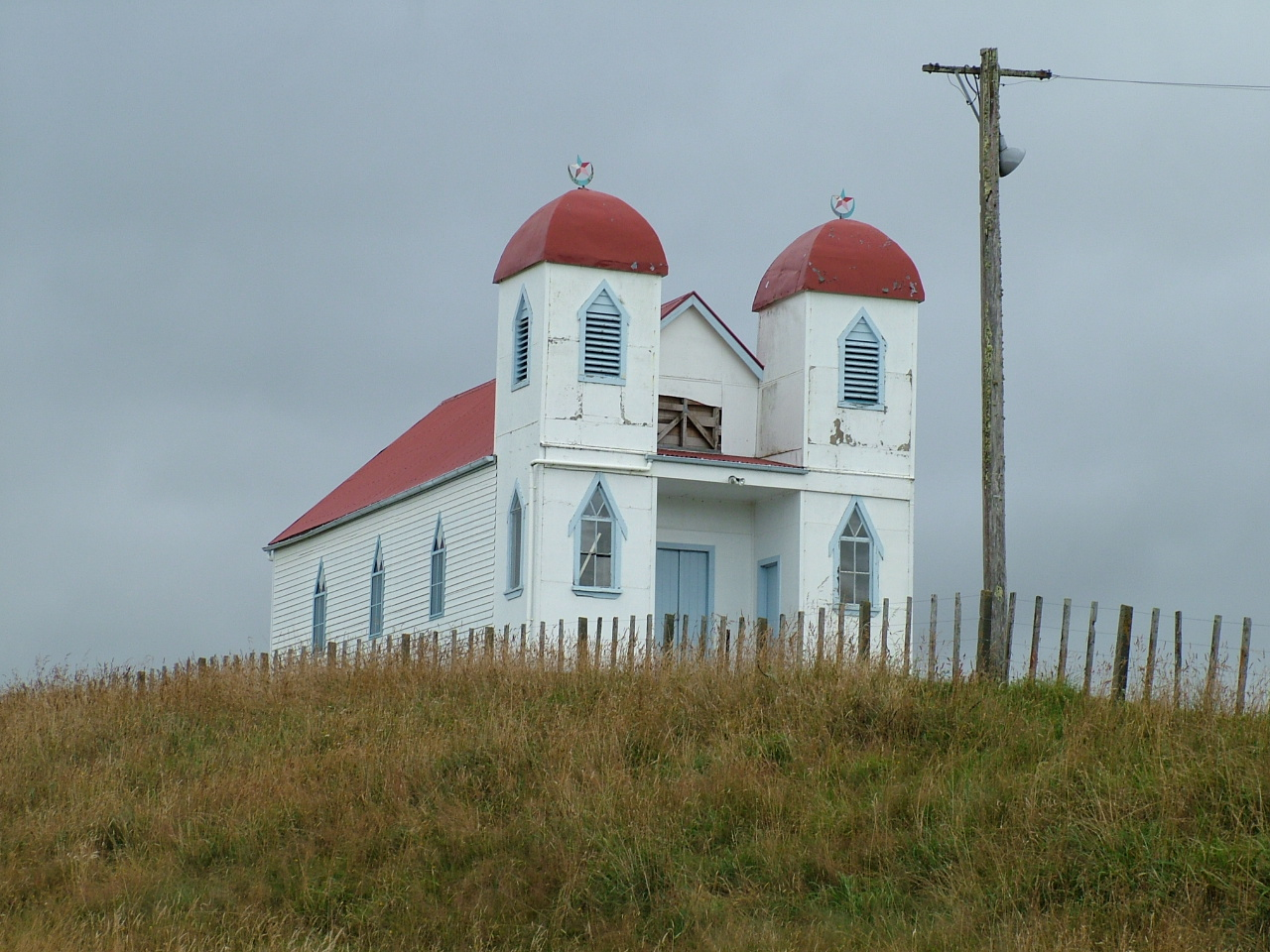
Iglesia Ratana cerca de Raetihi.

En el siglo XIX y a principios del XX, surgieron varias religiones sincréticas nuevas, combinando diversos aspectos del cristianismo con filosofías tradicionales y no tradicionales. Incluyen:
- Pai Mārire («Hauhau»), 1863
- Ringatū, 1868
- Iglesia de las Siete Reglas de Jehová,[8][9] década de 1890
- Seguidores de Rua Kenana Hepetipa en Maungapohatu, 1905
- Te Haahi Ratana, 1925

En el censo de Nueva Zelanda de 2006, 16 419 personas declararon su religión como Ringatū y 50 565 como Ratana. La Iglesia Ratana también tiene una fuerza política considerable.

## Islam
La proporción de seguidores maoríes del Islam es baja. Aunque el número de musulmanes maoríes creció rápidamente a fines del siglo XX hasta llegar a 1.074 en el censo de 2006, el número total de neozelandeses que se identificaron como maoríes fue de 565.329. Por lo tanto, el número total de musulmanes maoríes identificados fue del 0.19 por ciento de la población maorí.